# كلوتيلد رولود
كلوتيلد رولود (بالفرنسية: Clotilde Rullaud)‏ (من موليد 1 مارس 1978 في ريمس، فرنسا) هي مخرجة فنية ومغنية وعازفة الناي ومؤلفة وصانعة أفلام ومنتجة ومدربة صوتية.

## روابط خارجية
- كلوتيلد رولود على موقع IMDb (الإنجليزية)
- كلوتيلد رولود على موقع ميوزك برينز (الإنجليزية)